# Глубинное государство (США)
Глуби́нное госуда́рство (англ. deep state) — теория заговора, согласно которой в США существуют скоординированная группа или группы не избираемых государственных служащих, влияющих на государственную политику без оглядки на демократически избранное руководство.
Этот термин, который изначально использовался для обозначения теневых правительств в таких странах, как Турция и постсоветская Россия, также был использован в США для обозначения государственных институтов, обладающих властью, но необязательно подразумевающих заговор. Термин получил известность в 2017 году, когда появились многочисленные утечки, влияющие на президентство Трампа.
Ряд деятелей науки называли данную теорию заговора «политологической концепцией». Авторов, считающих теневое государство существующим, демократические публицисты называют не учёными, а правыми публицистами.

## Использование термина при президентстве Трампа
Сторонники Дональда Трампа использовали термин для обозначения сотрудников разведки и органов исполнительной власти и должностных лиц, которые определяют политику через утечки информации в СМИ или другие внутренние средства. Подозрения в попытках манипуляции были особенно заметны после утечки информации от правительственных чиновников в The Washington Post и The New York Times, которые требовали отставки Майкла Флинна, советника по национальной безопасности при Трампе. Термин стал популярным в консервативных и крайне правых СМИ, сочувствующих администрации Трампа, особенно Breitbart News, однако он широко обсуждался и вне медийного пространства.
Члены[кто?] Белого дома Трампа, как сообщается[кем?], относятся к «глубинному государству» привычно. По их мнению, данная структура подрывает авторитет президента. Стратегический глава Белого дома Стивен Бэннон «говорил с Трампом о его мнении насчёт того, что 'глубинное государство' является прямой угрозой для его президентства», как сообщило Вашингтон пост. Некоторые[кто?] союзники Трампа и правые СМИ утверждают[где?], без доказательств, что бывший президент Барак Обама координирует глубинное государство, чтобы оно оказывало сопротивление Трампу. Также растут бездоказательные обвинения в адрес Обамы, что он прослушивал телефон Трампа в Белом доме.
В то время, пока этот термин популяризируется среди союзников Трампа, среди критиков его использования ходит убеждение, что данный термин используют в США для оправдания новостных утечек, также ссылаясь на то, что в других государствах таких организационных структур нет, а сам термин к тому же используется для подавления инакомыслия в США.

## Определение в политологии
Глубинное государство было определено в 2014 году Майком Лофгреном, бывшим помощником республиканского Конгресса США, как «гибридное слияние государственных чиновников и представителей верхнего уровня финансистов и промышленников, которые эффективно управляют США, не спрашивая об этом избирателей, нарушая суть политического процесса».
В 1956 году в книге «Властная элита», Чарльз Райт Миллс обозначил происхождение власти и её развитие в Соединённых Штатах. Вывод Ч. Райта Миллса таков, что к середине XX века власть в Америке оказалась сосредоточена в трёх основных подразделениях: военно-промышленном комплексе, Уолл-стрите и Пентагоне. До президента Эйзенхауэра феномен «военно-промышленного комплекса» существовал и оказывал влияние на американскую внешнюю и внутреннюю политику. Логику существования этого феномена рассмотрел и проработал именно Ч. Райт Миллс.
В книге «Сокрытие от государства», профессор Джейсон Ройс Линдси утверждает, что даже если отбросить теории заговоров, то термин «глубинное государство» — это полезный термин, который помогает понять ряд аспектов института национальной безопасности в развитых странах с акцентом на США. Линдси пишет, что глубинное государство черпает силу из национальной безопасности и разведки, превращаясь в царство, где секретность является источником власти.